# ВЕС Аркадіс-Ост 1
54°48′00″ пн. ш. 13°41′00″ сх. д. / 54.8° пн. ш. 13.68333333° сх. д.
ВЕС Аркадіс-Ост 1 (нім. Arcadis Ost 1) — офшорна вітроелектростанція, яка введена в експлуатацію наприкінці 2023 року у виключній економічній зоні Німеччини на півдні Балтійського моря, на північний-північний схід від острова Рюген.

## Розташування
ВЕС Аркадіс-Ост 1 розташована в Балтійському морі в межах землі Мекленбург-Передня Померанія і знаходиться приблизно за 19 км від мису Аркона на Рюгені, з майже трикутною площею планування ВЕС, приблизно 30 км². 
У напрямку з півночі на південь ця територія простягається приблизно на 3,5 км, а з північного заходу на південний схід — близько 15 км.

## Планування
Проект Аркадіс-Ост 1 розроблений проектною компанією Arcadis. 
Восени 2008 року WV Energie, спільне підприємство приблизно 150 переважно муніципальних компаній, придбало попередньо розроблений проект і передало його проектній компанії KNK Wind GmbH, розташованій у Бад-Фільбелі.
У складі KNK Wind GmbH спочатку були наступні компанії: WV Energie AG, Nordex SE , Innsbrucker Kommunalbetriebe (IKB) і Stadtwerke Bad Vilbel.
Процес просторового планування Аркадіс-Ост 1 розпочато 1 квітня 2011 року. 
4 лютого 2013 року Міністерство енергетики, інфраструктури та регіонального розвитку землі Мекленбург-Передня Померанія як вищий орган державного планування завершило оцінку державного планування. 

20 грудня 2012 року KNK Wind GmbH подала заявку на:
- будівництво та експлуатація 58 вітрових турбін загальною потужністю 348 мегават
- будівництво платформи підстанції[de]
- внутрішня кабельна розводка ВЕС на середньому рівні напруги

Рішенням від 29 вересня 2014 року Державне управління сільського господарства та навколишнього середовища Західної Померанії схвалило проект відповідно до Федерального закону про контроль викидів. 

Згідно з початковим графіком, будівництво ВЕС мало початися в 2016 році, а 58 вітрогенераторів мали бути введені в експлуатацію до кінця 2018 року. 
У квітні 2018 року KNK Wind уклала контракт на Аркадіс-Ост 1 згідно з Законом про морську вітрову енергетику на 247,25 МВт. 

Це означало, що була забезпечена лише частина пропускної здатності підключення до мережі.
У травні 2018 року бельгійський офшорний розробник ВЕС Parkwind купив права на ВЕС. 

Операційна компанія KNK Wind працює як Parkwind Ost GmbH з липня 2019 року. 
OstseeWindEnergie GmbH володіє 10% акцій Parkwind Ost GmbH. 
Комунальні компанії Bad Vilbel і Oberhessische Versorgungsbetriebe володіють по 49,5% цього, а WV Energie — 1%. 

31 березня 2021 року компанія Parkwind Ost GmbH отримала дозвіл на контроль викидів, на будівництво та експлуатацію 28 вітрових турбін типу Vestas V174-9,5 МВт з висотою втулки 107 м і загальною висотою 194 м над рівнем моря. 

27 вітрових турбін запрацювали наприкінці 2023 року. 
Вони призначені для виробництва відновлюваної електроенергії для 290 000 домогосподарств. 

Обсяг інвестицій у ВЕС становить близько 570 мільйонів євро.

## Будівництво

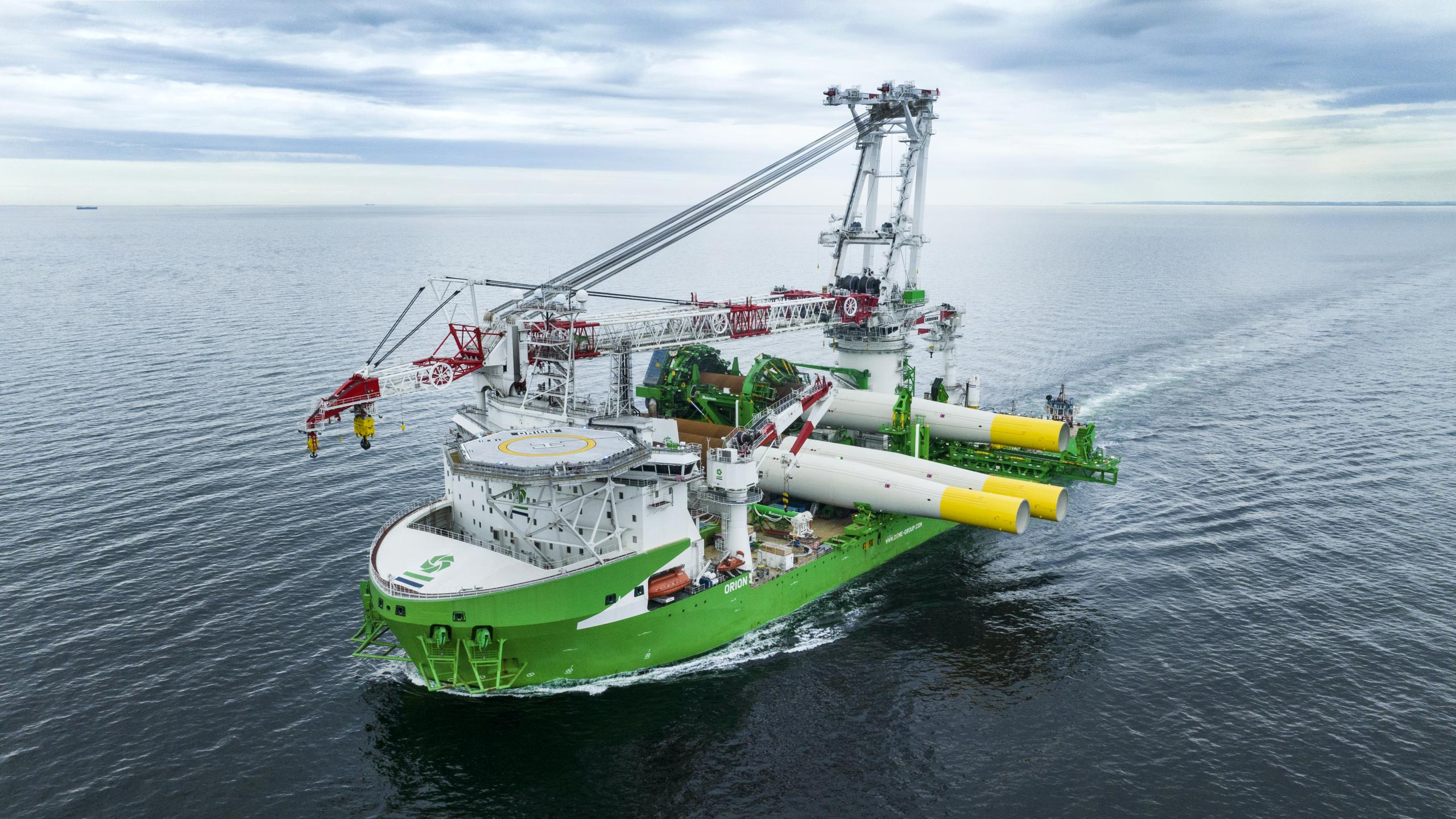
Монопалі на Оріоні

9 березня 2022 року навколо території будівництва було створено охоронну зону на відстані 500 м від лінії сполучення запланованих місць розміщення зовнішніх вітрогенераторів. 
Цю зону безпеки не дозволяли використовувати загальному судноплавству через проведення там будівельних робіт. 

Платформа підстанції була виготовлена данською компанією Bladt Industries, оснащена електричними компонентами індійської Semco Group і встановлена в червні 2022 року.
У лютому на транспортне судно завантажили перші монопалі для вітрогенераторів (довжиною до 110 м і вагою понад 2100 тонн). 

Наприкінці липня 2022 року DEME Offshore встановила останню монопалю за допомогою судна «Orion». 

Як особливість використовувалася суто плавуча установка вітрогенераторів, оскільки в деяких місцях морське дно вкривав нестійкий шар мулу та мулу товщиною до 30 метрів. 

Плавучий кран Thialf від Heerema Marine Contractors не потребує контакту з морським дном. 

Кораблі класичної конструкції, навпаки, грунтуються на морському дні.
Оскільки порт Мукран на Рюгені не пропонував достатньо місця, було прийнято рішення про будівництво на Борнгольмі. 

У травні 2023 року встановлено 24 з 27 турбін. 

Через деякі затримки доставки лопатей ротора Vestas останні три турбіни не було встановлено до осені 2023 року.
Свою першу електроенергію вітроелектростанція надала 12 січня 2023 року. 

З початку грудня 2023 року всі вітрові турбіни постачають електроенергію. 

## Вітрові турбіни
Спочатку планувалося побудувати 58 вітрових турбін GE Wind Haliade 150-6 МВт, кожна з номінальною потужністю 6 МВт, діаметр ротора — 150 м.
Після того як Parkwind взяла на себе проект, план було переплановано на користь меншої кількості вітрових турбін, кожна з яких має більшу потужність. 
В кінці 2019 року Parkwind і Vestas Wind Systems підписали контракт на постачання 27 турбін V174-9,5 МВт з діаметром ротора 174 м і номінальною потужністю 9,5 МВт. 
Турбіни базуються на монопальних фундаментах, виготовлених компанією Steelwind у Норденгамі . 

## Підключення до мережі
Електроенергія, вироблена вітровими турбінами, направляється через внутрішню кабельну мережу ВЕС на платформу підстанції, де електроенергія перетворюється до максимальної напруги 220 кВ. 
Звідти електроенергія транспортуватиметься до берегової мережі електропередач через підводні та підземні кабелі Ostwind 2. 
Туди ж буде підключена офшорна ВЕС Балтік-Ігл, яка будується на північний схід від ВЕС.
Для планування зовнішньої траси кабелю 15 червня 2011 року проведено процедуру планування території з державною оцінкою. 

Спочатку планувалося вивести трифазне підключення поблизу Юліусру на Рюгені, а звідти провести його по землі до точки підключення мережі підстанції Людерсгаген. 
Зараз ці плани змінено, і кабельний маршрут більше не пролягає через острів Рюген. 
Кабельна система під назвою Ostwind 2, яка побудована у 2021 році, пролягає на схід повз Рюген через Ландтіф у Грайфсвальдер-Бодден, в основному паралельно лінії Ostwind-1. 
Ostwind 2 складається з трифазної лінії з трьома кабелями. 
Кабельна система виведена в Лубміні і продовжується звідти до підстанції. 

Оператор системи передачі 50Hertz Transmission відповідає за підключення до мережі.

## Операції
Parkwind використовує територію в поромному порту Заcсніц як базу обслуговування. 
Тут знаходиться центр оперативного управління. 

Vattenfall відповідає за прямий маркетинг відновлюваних джерел енергії між Parkwind Wind Ost та клієнтами. 